# Nordtex
Nordtex corporation (Нордтекс) — российский холдинг по производству тканей, спецодежды и домашнего текстиля. По данным российского союза предпринимателей текстильной и легкой промышленности, корпорация Нордтекс является крупнейшим производителем России тканей для спецодежды
Холдинг Nordtex основан в городе Иваново в 1992 году как ТХ «Яковлевский». В 2005 году фабрика «Родники-текстиль», входящая в холдинг выпустила более 11 000 тонн пряжи — 4,5 % от общероссийского объёма.
Яковлевская мануфактура, входящая в холдинг, — одна из крупнейших фабрик по производству льняных тканей..
Холдинг Нордтекс также входит в 5-ку крупнейших производителей хлопчатобумажных тканей..
Постельное бельё «Волшебная ночь», выпускаемая холдингом, — ведущая торговая марка России на рынке домашнего текстиля.. В 2007 году ей  принадлежало 11 % рынка постельного белья в России.
В 2006 году в связи с увеличение экспортной ориентированности холдинг переименован в Nordtex corporarion.. В состав холдинга входят:
1. Родниковский ХБК: ткани для спецодежды, основана в 1820 г.
2. Самойловский ХБК: ткани для постельного белье, основана в 1749 г.
3. Фабрика „Шаговец“: пряжа, основана в 1880 г.
4. Швейная фабрика „Прогресс“: постельное бельё, основана в 2007 г.[9]

По состоянию на 2006 год объём производства составлял 160 миллионов долларов США, а на предприятиях холдинга работало более 9000 человек..

## Современное состояние
1. 2006—2009 гг. активная модернизация производства, закупка новейшего текстильного оборудования[11];
2. 2009г. -  корпорация стала основным участником технопарка „Родники“ в Ивановской области[12];
3. 2010г. -  холдинг Нордтекс стал членом Ассоциации предпринимателей текстильной и легкой промышленности Ивановской области[13];
4. 2010г.  - глава холдинга Nortex Яблоков Юрий Сергеевич стал сенатором от Ивановской области[14].
5. 2016г. - расширение и модернизация производства, запущены цеха и линии по производству махровых и гобеленовых тканей.[15]

### Награды
- 2002 год, «100 лучших товаров России»;
- 2003 г. Премия «Лучшая хлопчатобумажная ткань для спецодежды» и «Лучшая ткань для корпоративной одежды»;
- 2006 Детское постельное бельё «Облачко» признано лучшей торговой маркой России;
- 2007 г. Постельное бельё «Волшебная ночь» и «Волшебная ночь Verossa» признано лучшей торговыми марками России[16];
- 2013 г. «100 лучших товаров России» 2013 года.